# Alex B
Alex B (Alex Broekhuizen) is een hardcore-DJ. Naast hardcore draait hij ook andere house-stijlen. Hij is bekend geworden door de plaat die hij samen met DJ Promo maakte, getiteld Bij gebrek aan beter. Daarnaast heeft hij ook zijn eigen radioshow gehad, Da Hardbeatz. Alex staat sinds 2005 onder contract bij het label The Third Movement en draait op feesten als Destination Underground en Q Base.
Bekende nummers van de dj zijn Endless Combinations, Bij Gebrek aan beter, Poppenkast inc, De spelregels en zijn nieuwe plaat Plat en Voorspelbaar.